# Języki polinezyjskie

Migracje Polinezyjczyków

Trójkąt polinezyjski

Języki polinezyjskie – grupa języków oceanicznych (wschodnioaustronezyjskich) z rodziny języków austronezyjskich, którymi posługuje się ok. 1 mln rdzennych mieszkańców wysp Oceanii. Większość z nich używana jest w obrębie tzw. trójkąta polinezyjskiego, którego zasięg wyznaczają Hawaje, Nowa Zelandia i Wyspa Wielkanocna, niektóre jednak, klasyfikowane jako języki peryferyjne (ang. outlier) geograficznie pozostają poza trójkątem, na terenie Mikronezji i Melanezji.

## Klasyfikacja języków polinezyjskich
języki austronezyjskie
języki malajsko-polinezyjskie
języki malajsko-polinezyjskie centralno-wschodnie
języki malajsko-polinezyjskie wschodnie
języki oceaniczne (2,2 mln)
języki polinezyjskie (1 mln)
A. Grupa języków rdzennych
1. Wschodnie
Markiskie
- hawajski (24 tys.)
- mangarewa (600 os.)
- markiski (8 tys.)

Rapańskie
- rapaiti (300 os.)
- rapanui (2,6 tys.)

Tahitańskie
- maori (160 tys.)
- tahiti (maohi) (68 tys.)
- tuamotu (4 tys.)
- tubuai (australski) (3 tys.)
- rarotonga (45 tys.)

2. Samoańskie
- futuna (6,6 tys.)
- samoański (360 tys.)
- tokelau (3,5 tys.)
- tuvalu (13 tys.)
- wallis (uwea) (10,4 tys.)

B. Grupa tongijska
- niue (7,8 tys.)
- tonga (140 tys.)

C. Język izolowany wewnątrz rodziny polinezyjskiej
- rotuma (faguta) (9 tys.)

## Porównanie fonetyki języków polinezyjskich
|       | Odpowiedniki fonetyczne |         |         |        |         |          |         |              |          |          |
| Fonem | Język prapolinezyjski   | tonga   | niue    | samoa  | rapanui | tahiti   | maori   | rarotonga    | hawajski | polski   |
| /ŋ/   | *taŋata                 | tangata | tangata | tagata | tangata | ta‘ata   | tangata | tangata      | kanaka   | człowiek |
| /s/   | *sina                   | hina    | hina    | sina   | hina    | hinahina | hina    | ‘ina         | hina     | siwy     |
| /h/   | *kanahe                 | kanahe  | kanahe  | ‘anae  |         | ‘anae    | kanae   | kanae        | ‘anae    | cefal    |
| /ti/  | *tiale                  | siale   | tiale   | tiale  | tiare   | tiare    | tīare   | tiare        | kiele    | gardenia |
| /k/   | *waka                   | vaka    | vaka    | va‘a   | vaka    | va‘a     | waka    | vaka         | wa‘a     | canoe    |
| /f/   | *fafine                 | fafine  | fifine  | fafine | hahine  | vahine   | wahine  | va‘ine       | wahine   | kobieta  |
| /ʔ/   | *matu‘a                 | matu‘a  | matua   | matua  | matu‘a  | metua    | matua   | metua, matua | makua    | rodzic   |
| /r/   | *rua                    | ua      | ua      | lua    | rua     | rua      | rua     | rua          | lua      | dwa      |
| /l/   | *tolu                   | tolu    | tolu    | tolu   | toru    | toru     | toru    | toru         | kolu     | trzy     |